# Auto Club Speedway
O Auto Club Speedway (antigamente California Speedway) é um circuito oval localizado em Fontana no estado americano da Califórnia, a aproximadamente 60 kms de distância de Los Angeles.
O traçado possuí 2 milhas ou 3,2 kms de extensão com inclinação de 14° nas curvas de maior raio, 11° na curva principal e 3° na reta oposta. Acomoda 94,000 espectadores.
Recebe 5 etapas anualmente das 3 principais divisões da NASCAR e fechava a temporada da Indy Racing League e antes da CART etapa que em 1999 morreu o piloto canadense Greg Moore.

## História

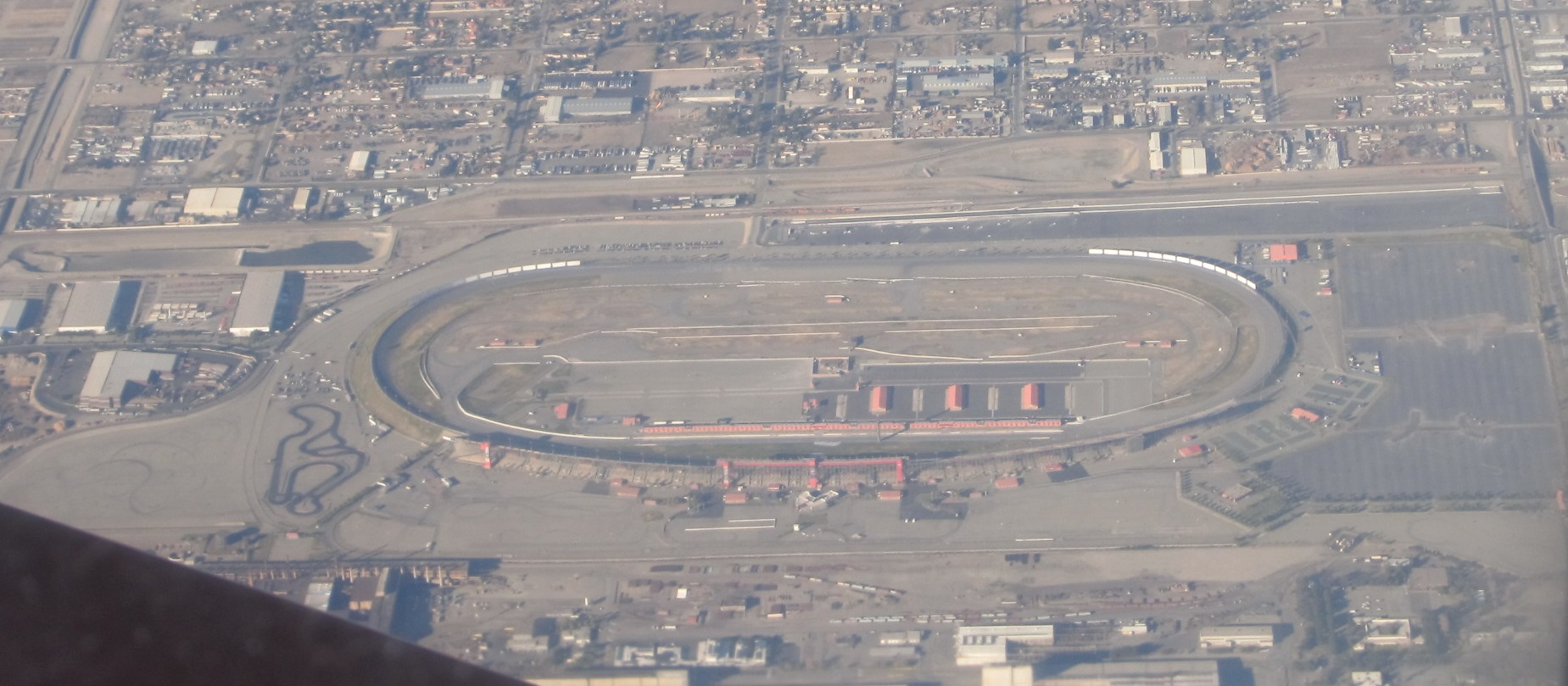
Vista aérea do circuito.

O circuito foi construído por Roger Penske, na época em que o poderoso grupo Penske possuía várias pistas de corridas nos Estados Unidos, tendo como modelo o Michigan International Speedway.
O formato em “D” das pistas de Michigan e Fontana é essencialmente o mesmo, diferenciando-se apenas na inclinação das curvas (18 graus em Michigan e 14 graus em Fontana). Ambas são pistas de alta velocidade, muito largas, espaçosas e que podem até serem consideradas seguras.
A construção do autódromo começou em 22 de Novembro de 1995 e a corrida inaugural aconteceu em 21 de Junho de 1997, com provas da Nascar Winston West e da IROC. No dia seguinte aconteceria a primeira prova da divisão principal da Nascar nesse circuito, numa prova de 500 milhas vencida por Jeff Gordon.
Os monopostos chegariam a Fontana no final do mês de setembro daquele mesmo ano de 1997. Em 27 de Setembro aconteceu a prova da Indy Lights, com vitória de Clint Mears. Nesse mesmo dia, durante os treinos para a prova da Champ Car do dia seguinte, o piloto brasileiro Maurício Gugelmin marcou uma volta a 240,942 milhas por hora (388 km/h), batendo o recorde de velocidade em circuito fechado da época.
No dia seguinte, na Marlboro 500 que encerrava a temporada de 1997 da CART, a vitória ficou com o piloto inglês Mark Blundell.
As provas disputadas em Fontana pela CART se caracterizavam por intensa disputa e trocas de posições e finais empolgantes, com a vitória sendo decidida na última volta. A intensidade da disputa e os carros andando todos juntos aproveitando o vácuo intenso do tráfego tornavam a prova parecida com o que é Talladega para a Nascar. Com a diferença que nunca aconteceu de fato um acidente múltiplo (big one) grave nas provas da CART ali disputadas.
O ano de 1999 foi bastante marcante para a pista de Fontana. Em julho daquele ano foi anunciada a venda de todos os circuitos que pertenciam a Roger Penske para a International Speedway Corporation (ISC). E em 31 de outubro a pista sediou a última prova da temporada e a mais empolgante decisão de título da CART de todos os tempos, entre Juan Pablo Montoya e Dario Franchitti. Pena que a vitória(que empatou em pontos com Franchitti mas venceu por ter mais vitórias) de Adrian Fernandez na prova e o título de Montoya tenham ficado em segundo plano devido à morte trágica de Greg Moore em um dos mais violentos acidentes da história da categoria.
No ano seguinte, em 28 de outubro, Gil de Ferran estabeleceria um novo recorde de velocidade em circuito fechado ao completar uma volta em Fontana a uma velocidade média de 241,428 milhas por hora (388,5 km/h) a bordo do Reynard Honda Firestone da equipe Penske. E esse recorde até hoje não foi batido e provavelmente não o será por muitos e muitos anos.
A CART correria no California Speedway até 2002, sempre encerrando a temporada da categoria. Nesse ano de 2002 a pista mais uma vez faria história ao se tornar a primeira pista a receber numa mesma temporada uma prova da IRL e da CART.
Na temporada de 2003 a IRL iria correr em Fontana no primeiro semestre, mas a prova da CART acabou sendo cancelada em função de incêndios florestais que consumiam o estado da Califórnia na época da prova, no final de outubro e começo de novembro. Isso abalou definitivamente as relações entre a CART e o California Speedway e o fato é que a categoria nunca mais voltaria a correr naquela pista.
Com isso a prova da IRL que acontecia no começo da temporada passou para o segundo semestre, aproveitando a data que pertencia anteriormente a CART.
A partir da temporada de 2005 o Texas Motor Speedway(que então recebia a última etapa da IRL recebeu uma segunda prova do calendário da Nascar Nextel Cup e por isso abriu mão de realizar a prova final do campeonato da IRL.
Com isso, o California Speedway mais uma vez marcou o encerramento de uma temporada, desta vez da IRL. Mas o título já estava definido em favor de Dan Wheldon há duas corridas antes.
O California Speedway foi construído num local próximo as antigas e demolidas pistas do Ontario Motor Speedway e do Riverside International Raceway. Essas pistas lendárias fizeram parte do calendário da Nascar e dos monopostos da Usac e da Champ Car nos anos 1970 e início dos anos 1980, até sumirem do mapa, engolidos pela crise financeira no fim dos anos 1980. Assim, de certa forma o California Speedway é uma espécie de herdeiro da tradição dessas pistas.
Embora seja mais famoso pelo circuito oval de 2 milhas velocíssimo, o California Speedway possui também um miolo que conectado a parte do oval pode ser aproveitado como circuito misto e onde corre atualmente a Grand Am Rolex Series.

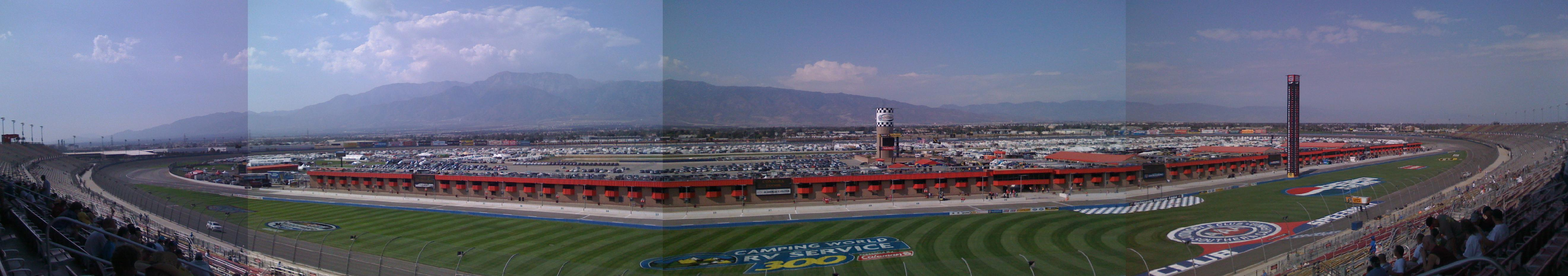
Imagem panorâmica do circuito.